# Kanton Sauveterre-de-Guyenne
Kanton Sauveterre-de-Guyenne (fr. Canton de Sauveterre-de-Guyenne) je francouzský kanton v departementu Gironde v regionu Akvitánie. Tvoří ho 17 obcí.

## Obce kantonu
- Blasimon
- Castelviel
- Cleyrac
- Coirac
- Daubèze
- Gornac
- Mauriac
- Mérignas
- Mourens
- Ruch
- Saint-Brice
- Saint-Félix-de-Foncaude
- Saint-Hilaire-du-Bois
- Saint-Martin-de-Lerm
- Saint-Martin-du-Puy
- Saint-Sulpice-de-Pommiers
- Sauveterre-de-Guyenne